# Fermentelos
Fermentelos es una freguesia portuguesa ubicada en el municipio de Águeda. Su población según los datos del censo de 2001 es de 3148 habitantes, posee una superficie de 8.29 km², la densidad es de 379.7 hab./km².